# Турьянка
Турьянка (укр. Тур'янка) — река в Калушском районе Ивано-Франковской области и Стрыйском районе Львовской области Украины. Правый приток реки Свича (бассейн Днестра).
Длина реки 38 км, площадь бассейна 105 км². В верхнем течении типично горная река, с быстрым течением. Русло слабоизвилистое с многочисленными перекатами и каменистым дном. Бывают наводнения, иногда весьма разрушительные. Построено несколько прудов, самый крупный — в городе Долина.
Истоки расположены к югу от города Долина, среди северо-западных отрогов Горган в Украинских Карпатах. Течёт на север и северо-восток. Впадает в Свичу к северу от села Заречное.
Притоки: Тростянчик, Дрижин (левые).